# Platja del Pas
La platja del Pas és una platja urbana del municipi del Port de la Selva (Alt Empordà), situada a la badia del Port de la Selva, entre el port del Port de la Selva i la platja de les Violetes, al nord de la península del Cap de Creus. Orientada a l'oest, té una longitud de 57 m i una amplada mitjana de 19 m, formada per còdols. El pendent d'entrada al mar és poc pronunciat i el fons és molt rocallós. Disposa de servei de socorrisme i compta amb servei de bar, dutxes i és accessible per a les persones amb mobilitat reduïda, gràcies a la passarel·la d'accés. A més, és molt bona per fondejar i practicar-hi esports aquàtics. Ha obtingut el distintiu de Qualitat Ambiental.
La part posterior de la platja està enjardinada. Antigament aquest tram de façana litoral havia estat explotat com a pedrera de llambordes de gneis. Per darrere de la platja passa el sender GR-11, que s'endinsa en el cap de Creus i puja fins al monestir de Sant Pere de Rodes.